# Tara Pilven
Tara Pilven (* 2. August 1993) ist eine australische Badmintonspielerin.

## Karriere
Bereits 2010 gewann sie die Badminton-Juniorenozeanienmeisterschaft. Ein Jahr später gewann Tara Pilven bei den nationalen Meisterschaften in Australien Bronze im Dameneinzel und im Mixed, 2012 Bronze im Einzel und Silber im Damendoppel. 2012 repräsentierte sie ihr Land im Nationalteam im Uber Cup. Bei den Victoria International 2013 wurde sie Dritte im Damendoppel.